# La tessera gialla
La tessera gialla (Der gelbe Schein) è un film muto del 1918 diretto da Eugen Illés, Victor Janson e Paul Ludwig Stein (Paul L. Stein).

## Trama
Dopo la morte del padre adottivo, un professore israelita, Lea si trasferisce a Pietroburgo per frequentare l'università. Risultando ebrea, però, non riesce a trovare nessun albergo che la ospiti e vaga disperata per le strade della grande città finché non viene arrestata dalla polizia. Il giorno seguente, a Lea viene dato un passaporto giallo, che le permetterà di vivere al di fuori del ghetto come sono costretti a fare tutti gli altri ebrei, ma che la segnerà anche come prostituta. Sotto falso nome, Lea frequenta l'ambiente universitario e conosce Astanow, uno studente che si innamora di lei. Quando però viene a sapere della sua doppia vita, il giovane rompe la relazione. Lea, disperata, tenta il suicidio. Viene salvata e portata in una clinica. Lì, viene riconosciuta come la figlia del famoso professore e Astanow ritorna da lei.

## Produzione
Il film fu prodotto dalla Projektions-AG Union (PAGU).

## Distribuzione
Distribuito dall'Universum Film (UFA), il film uscì nelle sale cinematografiche tedesche il 22 novembre 1918, presentato in prima all'UT Ku'damm, UT Friedrichstrasse.
In Italia venne distribuito dalla Titanus nel 1922.

## Censura
Nella versione italiana venne eliminata la scena in cui il dottore, con i ferri chirurgici, esegue l'operazione interrompendola al momento della cloroformizzazione, per riprenderla al punto del risveglio.